# Galería nacional de Armenia
La Galería nacional de Armenia (en armeno, Հայաստանի Ազգային Պատկերասրահ) es el museo principal de Ereván, capital de Armenia, que está situado en la plaza de la República, uno de los centros neurálgicos de la ciudad, en el mismo edificio en que se encuentra el Museo de historia de Armenia.

## Historia
En 1918, se fundó la República Democrática de Armenia en el territorio situado al pie del monte Ararat y en torno del Aragats. Desde entonces, los armenios exiliados en todo el mundo llegaron a su país y Ereván se dotó rápidamente de un Teatro nacional y de una Escuela de arte dramático, de un Conservatorio nacional (1919), de una universidad (1920), así como de otros institutos educativos. Con la sovietización del país, se construyeron la Ópera y el Museo del Estado.
El edificio de la Galería fue culminado en 1921, por el arquitecto Alexandre Tamanian. Desde entonces se inauguró la Galería, definida como la «sección artística del museo del Estado». En sus inicios, la organización fue confiada al pintor Martiros Saryan, quien abandonó Rostov del Don para aceptar esta misión y preparar la primera exposición con obras de artistas armenios; poco después, la colección de pinturas del Instituto Lazarev de Moscú fue enviada a Ereván.
En 1935, la sección artística, que comenzaba a enriquecerse, fue transformada en «Museo de arte», luego en «Galería estatal de Armenia» en 1947, para convertirse finalmente en la «Galería nacional de Armenia», con ocasión de la independencia de Armenia en 1991. Entretanto, la colección del museo fue creciendo, lo que llevó a abrir una nueva sección más grande en 1978. Desde sus inicios, la galería ha constituido una importante colección a partir de compras y donaciones de obras de arte. 